# 嘉華銀行

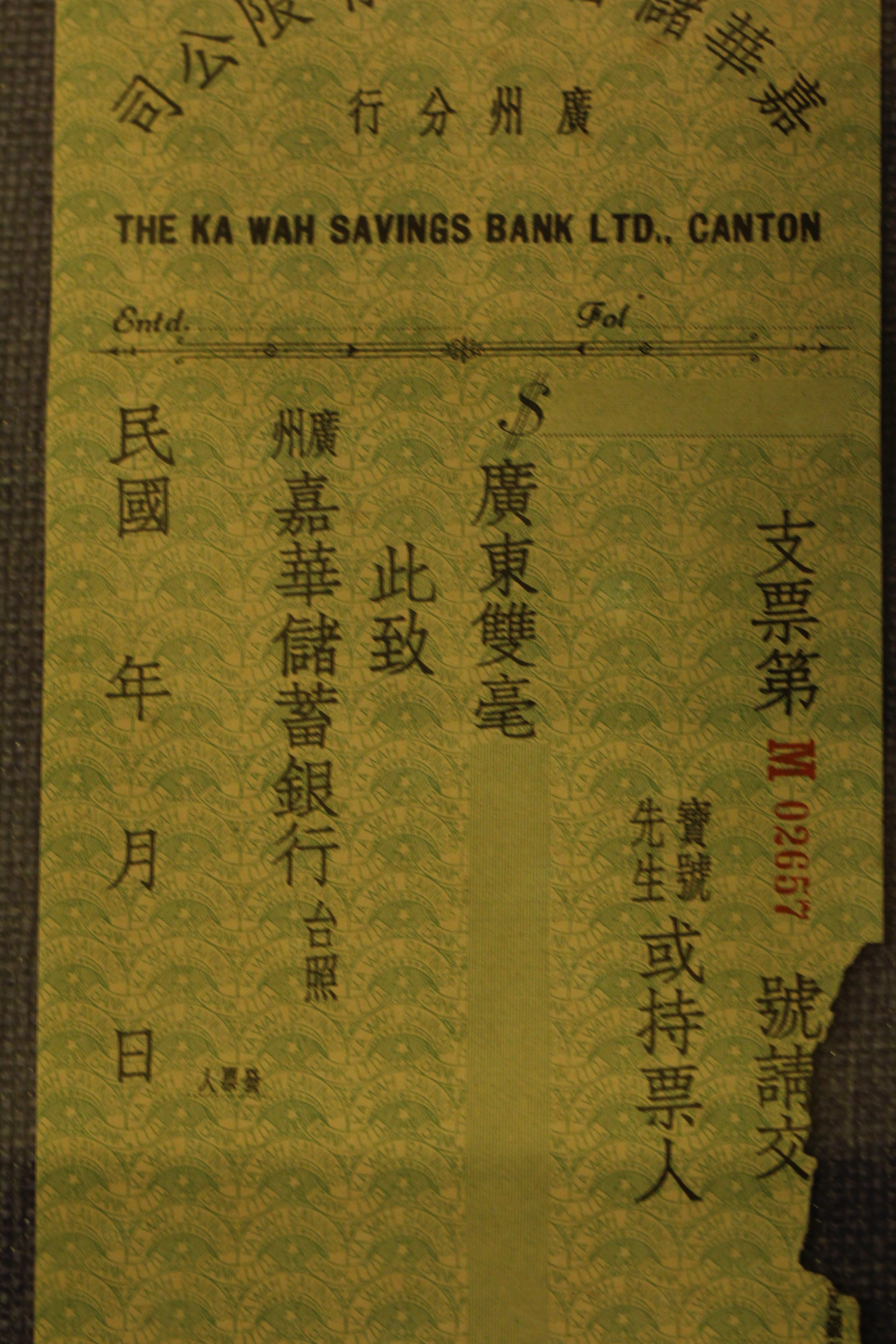
嘉華儲蓄銀行有限公司廣州分行

嘉華銀行（前港交所上市編號：0183）前身為嘉華銀號，於1922年由林子豐創辦。

## 歷史
創辦初期，銀號地址設於廣州市西濠口。「嘉華」二字來自當時的兩位股東「嘉南堂」的「嘉」及「南華公司」的「華」。其時，銀號的資本額為200萬元，實收資本52萬元，後增至100萬元。1924年，嘉華銀號以「嘉華儲蓄銀行」之名在香港註冊成為有限公司，總行設於香港上環德輔道中208-210號，初期並不對外營業，真正營運的是廣州分行。1926年，「嘉華儲蓄銀行」改名為「嘉華銀行公眾有限公司」。業務方針以儲蓄為主，藉社會資金為4家置業公司融資。1929年，總行正式對外營業，廣州方面轉為分行。1935年，受世界經濟問題影響，嘉南堂及南華公司相繼倒閉，波及銀行，該行被迫宣佈停業。1936年復業後，香港、廣州兩行分離獨立，各自經營。其後直至1971年創辦人林子豐逝世為止，業務發展良好。
林子豐逝世後，後人無心經營，嘉華銀行的控股權遂於1975年被新加坡僑商劉燦松所取得。1980年，劉燦松把嘉華銀行在香港上市，並多次發行新股擴充其資產規模，成為當時資產、盈利增長最快的上市銀行之一。
1985年，嘉華銀行出現財政困難，6月17日，嘉華銀行的困難開始表面化，當日匯豐和中國銀行發表聲明，向嘉華提供10億港元的“一筆鉅額備用擔保信貸便利”，以使其恢復資金周轉能力。然而，嘉華銀行的問題還未解決，事後證實，嘉華的累積壞賬已高達5.4億港元。而1984年底該銀行股東資金僅5.3億港元，負債已超過資產1,000萬港元，處於實質破產狀態，而劉燦松兄弟也潛逃離港。（後來劉氏兄弟分別在新加坡和馬來西亞兩地被捕，兩人涉嫌詐騙7.7億元款項。1988年1月，劉氏兄弟卻棄保潛逃，匿居台灣。）
1986年4月21日，嘉華銀行與中國國際信托投資公司（簡稱中信公司）簽訂協議，中信向嘉華銀行注資3.5億元，取得嘉華91.6％股權，嘉華銀行得以繼續正常運作。同時，港英政府亦與中信達成協定，嘉華銀行之前的壞賬由外匯基金擔保，也即中信日後未能追回的壞賬將由外匯基金承擔。
1998年7月30日，中信集團把嘉華銀行更改名稱為中信嘉華銀行，12年後於2010年5月10日再更名為中信銀行（國際）。